# Sant Julià i Santa Basilissa de Mosset

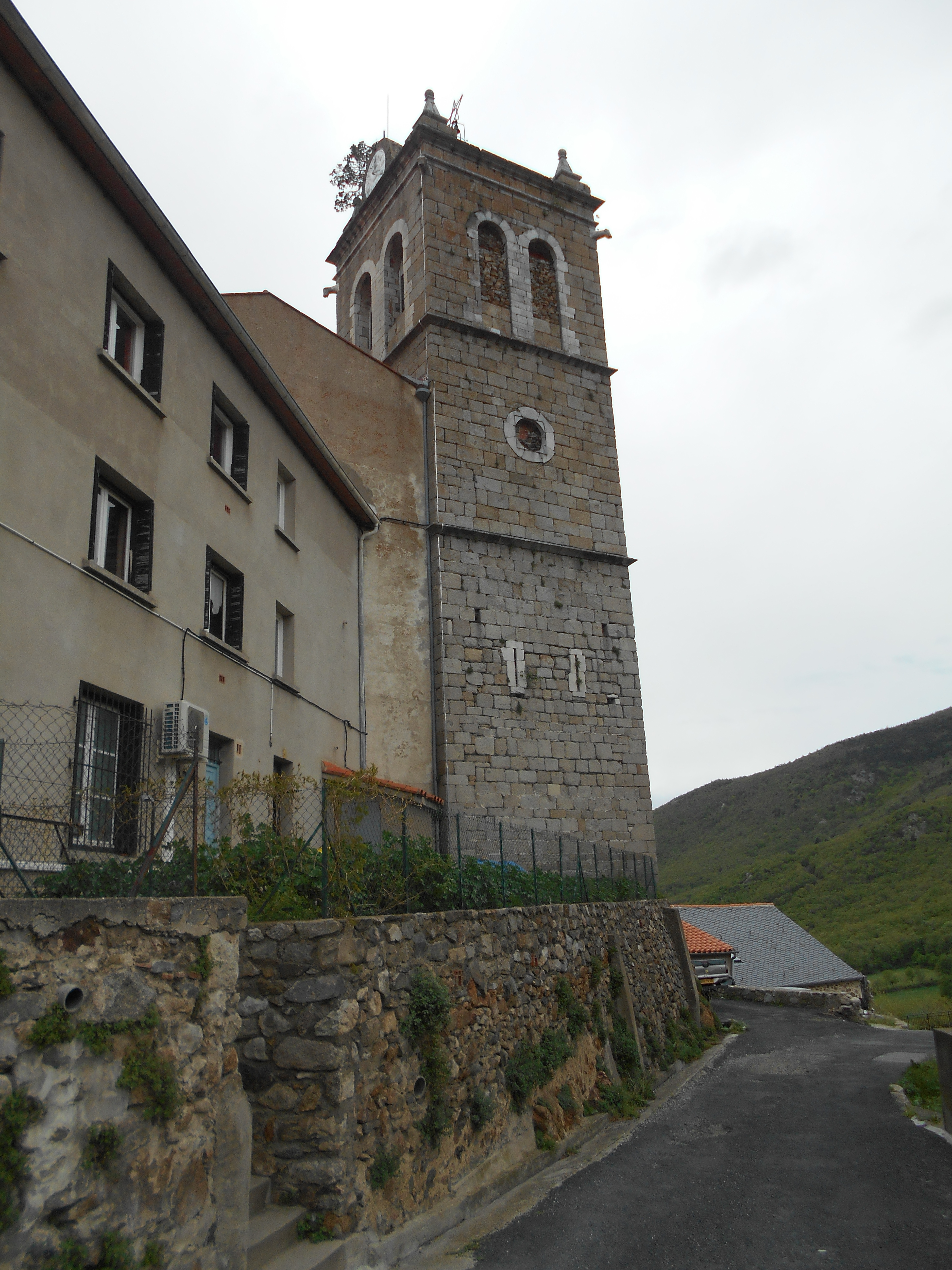
El campanar, al sud-oest de l'església

Sant Julià i Santa Basilissa de Mosset és l'església parroquial del poble de Mosset, de la comuna del mateix nom, pertanyent a la comarca nord-catalana del Conflent.
És a la part més baixa del poble de Mosset, al sud del poble, a la Plaça de l'Era.
Es tracta d'una església del segle xiv que substituí l'antiga església parroquial, romànica, les restes de la qual són conegudes actualment com a Sant Julià Vell. El 1362 és esmentada com a església nova de Sant Julià.
Aquesta església compta amb una dotació important de mobiliari eclesiàstic, principalment retaules.